# Dallos József (szemész)
Dallos József, Josef Dallos (Budapest, Erzsébetváros, 1905. január 7. – London, 1979. június 27.) magyar származású angol szemorvos, kontaktológus. Nevéhez fűződik a kontaktüvegek (mai szóhasználattal: kontaktlencsék) tökéletesítése. Kutatásai alapján 1929-ben – elsőként – olyan kontaktlencséket lehetett gyártani, amelyek a szem alakjához idomultak, és ezáltal egész nap viselhetővé váltak.

## Életpályája
Dallos (Singer) Sándor (1870–1952) polgári iskolai tanár, igazgató és Mayer Margit (1880–1959) fia. Tanulmányait a Pázmány Péter Tudományegyetemen végezte, ahol 1928-ban kapta meg orvosi diplomáját. Ezt követően nyolc évig a Mária utcai szemklinikán dolgozott Grósz Emil szemészprofesszor mellett, s időközben megszerezte szemorvosi szakképesítését. Magyarországon ő foglalkozott elsőként kontaktológiával.
A budapesti 1. számú Szemklinika laboratóriumában végezte kísérleteit, és ezek eredménye volt az az üvegtechnikai eljárás, amely a mintára pontosan simuló vékony üvegkagylók előállítását tette lehetővé. 1932-ben megtalálta a hibátlan lenyomatvételhez alkalmas anyagot - a Poller-féle „negocollt", amelynek nagyüzemi előállítását is megszervezte. 1934-ben világszabadalmat szerzett az új kontaktüvegre.

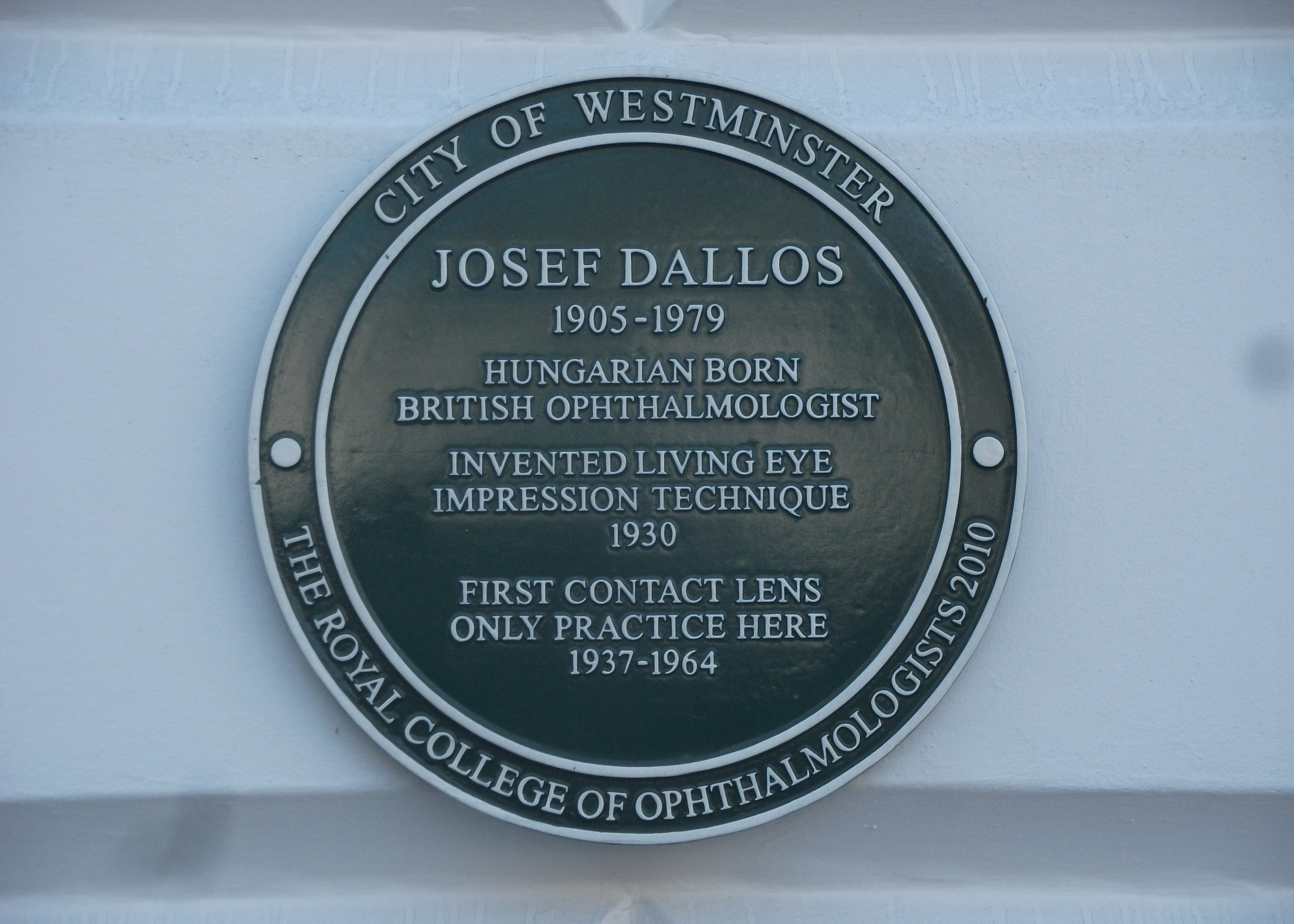
Dallos József emléktáblája Londonban

Kísérleteihez segítséget adott a Széchenyi Tudományos Társaság. A kontaktüveg tulajdonságainak  tökéletesítésével (a kagylókat a szem egyéni aszimmetriájának figyelembevételével készítette) nagymértékben megjavította a kagylók viselhetőségét, és kiküszöbölte az addig egyszerűen csak gömbfelszínre kiképzett kontaktüvegeknél mutatkozó hátrányokat.
Egy 1935-ben írt cikkében, Dallos a kontaktüveg használatára megadja az útmutatást is: „Az ilyen kagyló szabály szerint naphosszat hordható, eleinte egy-két órás déli szünettel. Éjszakára kivesszük. Kivétele éppúgy, mint a betétele is óvatosságból, ruhával letakart asztal felett történik, mert az üveg magasból kemény lapra ejtve eltörhet. A kivétel és betétel kézzel történik, mindenki könnyen elsajátíthatja.... Gondozása mindössze annyiból áll, hogy este, kivétel után, vízzel leöblítjük, és tiszta ruhával szárazra törölve tesszük el." Grósz Emil professzor nyugdíjba vonulása után, 1937-ben, Dallos József Londonba emigrált, kísérleteit ott folytatta tovább és munkásságával világszerte elismert lett. A British Contact Lens Association Dallos halála után határozatot hozott, amely szerint 1980-tól Josef Dallos Award pályadíjjal jutalmazza azt a kontaktlencse területén dolgozó kutatót, akit az erre kijelölt szakértői bizottság a legérdemesebbnek tart.
Felesége Niszel Dorottya volt, Niszel Adolf és Pap Szeréna lánya, akit 1932. augusztus 17-én Budapesten, az Erzsébetvárosban vett nőül.

## Főbb művei
- Über Haftgläser und Kontaktschalten. Klinische Monatsblätter für Augenheilkund, 1933. p. 640-659.
- A „láthatatlan” kontact szemüveg. (Szemészet, 1935)
- Contact Glasses, the „Invisible Spectacles (Archíves of Ophtalmology, 1936)
- Sattler's Veil (The British Journal of Ophtalmology, 1946)

## Megjegyzés
1. ↑  A kezdeti próbálkozások csak néhány, a szemgolyó egész felszínét borító, üvegből készült kagylószerű eszközt jelentettek, kontakt kagylónak is hívták emiatt.